# انجمن جامعه‌شناسی آلمان

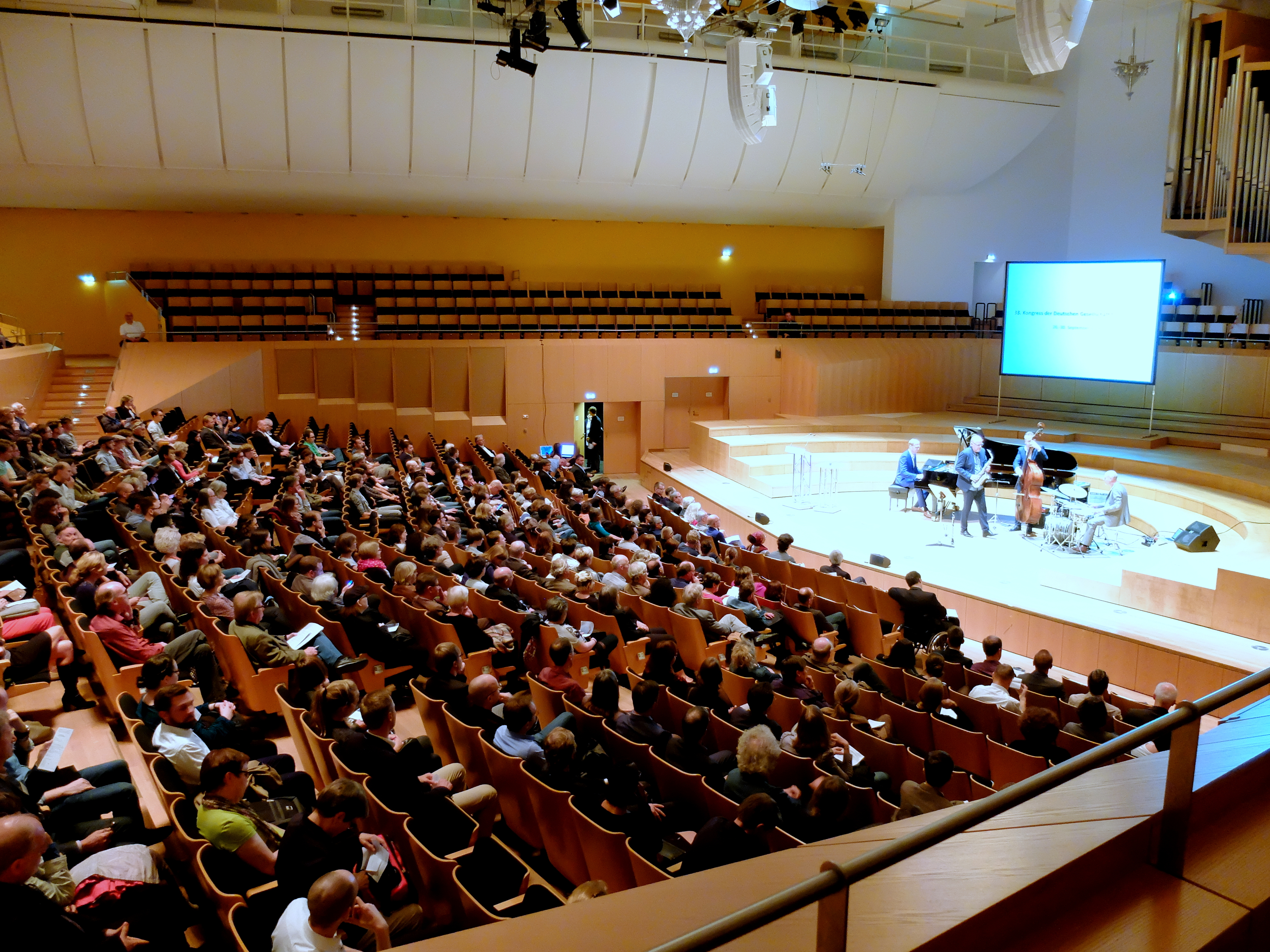
نمایی از مراسم افتتاحیه سی و هشتمین کنگرهٔ انجمن جامعه‌شناسی آلمان در شهر بامبرگ - سپتامبر ۲۰۱۶

انجمن جامعه‌شناسی آلمان (Deutsche Gesellschaft für Soziologie , DGS) دانشمندان علوم اجتماعی را در آلمان سازماندهی می‌کند. در ۳ ژانویه سال ۱۹۰۹ در برلین توسط آغازگرانش رودولف گلد (۱۹۷۰–۱۸۷۰)، فردیناند تنیس، ماکس وبر، جورج سیمل و همکاران تأسیس شد. رئیس اولش تونیس بود، که توسط نازی‌ها، ۱۹۳۳ از پستش بیرون رانده شد.
این انجمن با حدود ۱۸۰۰ عضو (۲۰۱۰) هنوز فعال است.

## روسای انجمن
اعضای زیر به عنوان سرپرست این سازمان فعالیت داشته‌اند:
- ۱۹۰۹–۱۹۳۳: فردیناند تونیس به عنوان رئیس (President)
- ۱۹۳۳: ورنر زمبارت، لئوپولد فون ویز، و هانس فریر به‌عنوان صندلی مشترک بر خلاف قانون انجمن (رئیس)
- ۱۹۳۳–۱۹۳۴: هانس فریر به عنوان صندلی. DGS را در سال ۱۹۳۴ معلق کرد.
- ۱۹۴۶–۱۹۵۵: لئوپولد فون ویز، دفتری با عنوان رئیس
- ۱۹۵۵–۱۹۵۹: هلموث پلسنر
- ۱۹۵۹–۱۹۶۳: اتو استمر
- ۱۹۶۳–۱۹۶۷: تئودور دبلیو. آدورنو
- ۱۹۶۷–۱۹۷۰: رالف دارندورف؛ صندلی با عنوان دفتر
- ۱۹۷۰: اروین کی شوچ (صندلی موقت)
- ۱۹۷۱–۱۹۷۴: ام. راینر لپسیوس
- ۱۹۷۴–۱۹۷۸: کارل مارتین بولته
- ۱۹۷۹–۱۹۸۲: یواخیم متس
- ۱۹۸۳–۱۹۸۶: بورکارت لوتز
- ۱۹۸۷–۱۹۹۰: ولفگانگ زاپف
- ۱۹۹۱–۱۹۹۲: برنهارد شافر
- ۱۹۹۳–۱۹۹۴: لارس کلاوزن
- ۱۹۹۵–۱۹۹۸: استفان هرادیل
- ۱۹۹۹–۲۰۰۲: جوتا آلمندینگر
- ۲۰۰۳–۲۰۰۷: کارل زیگبرت رهبرگ
- ۲۰۰۷–۲۰۱۱: هانس گئورگ سوفنر
- ۲۰۱۱–۲۰۱۳: مارتینا لو
- ۲۰۱۳–۲۰۱۷: استفان لسنیچ
- ۲۰۱۷–۲۰۱۹: نیکول برزن
- ۲۰۱۹–اکنون: بیرجیت بلتل مینک